# Jemeres Rojos
Jemeres Rojos (Khmers Rouges en francés, Khmer Krahom en camboyano) es el nombre con el que fueron conocidos los miembros del Partido Comunista de Kampuchea que, tras la guerra de Vietnam, la salida de los Estados Unidos y el derrocamiento del general Lon Nol (que regía una dictadura militar desde 1970), tomaron el poder el 17 de abril de 1975 (la «Caída de Phnom Penh»). Fundaron la Kampuchea Democrática; un sistema de Gobierno de características comunistas y autoritarias que, bajo la apariencia formal de una república popular, consolidó en la práctica un sistema de economía radicalmente agraria, bajo la consigna de la evacuación de las ciudades y destrucción de la civilización urbana y su cultura, consideradas burguesas, la reconstrucción social desde los orígenes de la civilización y la recuperación de la cultura jemer ancestral bajo la dirección de Pol Pot, su principal líder. Además de un férreo control militar sobre la población civil, sometida en buena parte a un régimen de trabajos forzados, desarrollaron extensos métodos de detención, tortura y asesinatos selectivos en masa, bajo la consigna de la llamada «búsqueda del enemigo interno».
Durante los cuatro años que duró su régimen, desde abril de 1975 a enero de 1979, sus acciones y maneras de imponer su política condujeron a lo que se conoce como el «genocidio camboyano», actos que en la actualidad están siendo juzgados por un tribunal internacional en Phnom Penh por crímenes contra la humanidad. Este juicio concluyó el 22 de septiembre de 2022 con la condena a cadena perpetua del último líder sobreviviente. Solo fueron sometidos a juicio cinco exlíderes del régimen, que fueron muriendo a medida que avanzó el proceso judicial, llevado a cabo por un tribunal de crímenes de guerra de los Jemeres Rojos de Camboya, respaldado por la ONU.  Previamente, en el año 2018, se condenó a la misma pena a otros dos exlíderes del Jemer Rojos que fallecieron en años anteriores.
Vietnam del Norte y los Jemeres Rojos fueron grandes aliados durante la guerra civil camboyana en su lucha contra Estados Unidos sin embargo, debido a numerosos ataques de los Jemeres Rojos hacía Vietnam a finales de los años 70, Vietnam inició una intervención militar que puso final régimen de los Jemeres Rojos. A partir de ese momento, fueron China y Tailandia las que ayudaron a los Jemeres Rojos a reconstruir sus fuerzas. También hay acusaciones de que Estados Unidos y Reino Unido brindaron ayuda militar a los Jemeres Rojos. Se estableció un Gobierno camboyano en el exilio cuyo núcleo lo formaban los jemeres rojos, Gobierno que gozó del prolongado reconocimiento diplomático de muchos países occidentales y asiáticos.

## Origen del nombre

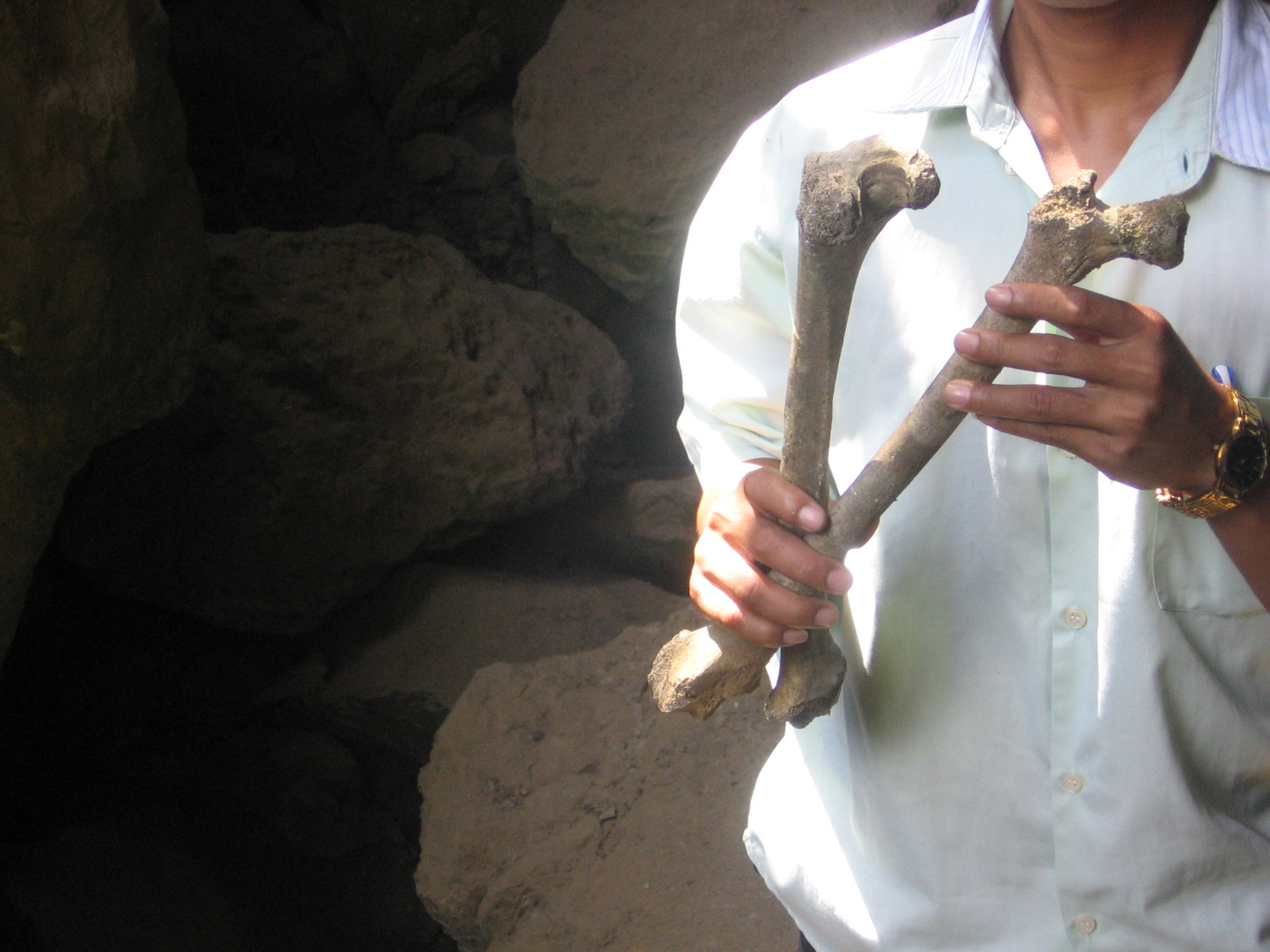
Restos de víctimas de los jemeres rojos en Rung Tik (la Cueva del Agua) o Rung Khmao (la Cueva de la Muerte) de las montañas rocosas de Kampong Trach, en la provincia de Kompot. Aunque el Gobierno recogió la mayoría de los restos de la región de Kampong Trach, aún pueden encontrarse algunos más. La cueva, que tiene corrientes de agua subterránea, se utilizaba como fosa colectiva de las personas asesinadas durante el régimen.

Jemeres Rojos es el nombre con el que se conoce habitualmente al oficialmente llamado Partido Comunista de Camboya, o Partido Comunista de Kampuchea y después Partido Democrático de Kampuchea. El nombre «Jemeres Rojos» fue la manera con que los denominó el rey Norodom Sihanuk en los años cincuenta, y así se popularizó a través del francés. Sin embargo los miembros de la organización no lo usaban, entre otras cosas porque preferían el gentilicio «kampucheano» a «jemer» (ambas significan lo mismo).

## Historia

### Hacia el poder
El Partido Comunista de Camboya se conformó en 1951, aunque en sus primeros años fue parte dependiente del Partido Comunista de Vietnam. En los años setenta cambia el nombre por Partido Democrático de Kampuchea.

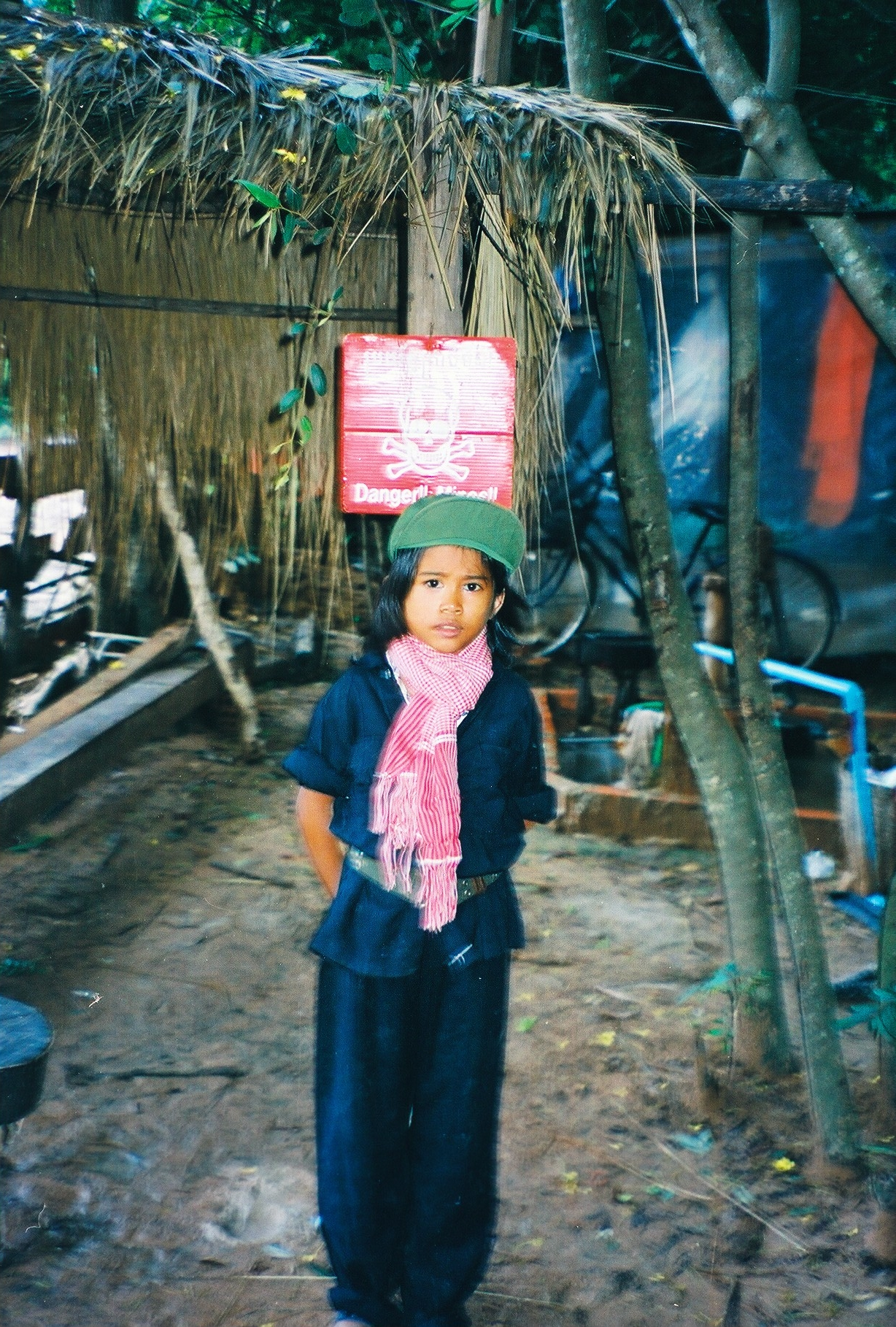
Niña vestida de los Jemeres Rojos

La ideología de los Jemeres Rojos mezclaba una interpretación subjetiva del maoísmo, centrándose en su exaltación del campesinado, con las ideas anticolonialistas propias de las guerras de liberación nacional. A esto se añadió el rencor hacia la subordinación de los comunistas camboyanos a los vietnamitas. El resultado final fue una combinación de maoísmo de palabra con un nacionalismo extremo en la práctica, llegando a posturas racistas.

### Los Jemeres Rojos en el poder
Con los Jemeres Rojos se llevó a cabo un genocidio en donde murió una cuarta parte de los habitantes de Camboya, cifra no inferior a los dos millones de personas más las secuelas que ello significó para el país en general. Sus matanzas no se limitaron al suelo camboyano ya que en territorio vietnamita se llevaron a cabo varias, como la más famosa masacre de Ba Chúc (1978).

### Pervivencia de los Jemeres Rojos (1979-1989)

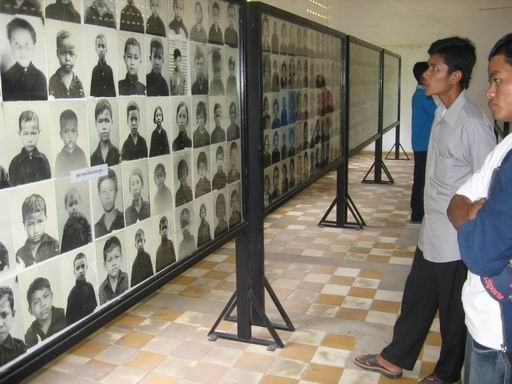
Memorial a los niños muertos durante el régimen de los Jemeres Rojos.

El régimen de los Jemeres Rojos terminó con la captura de Phnom Penh el 7 de enero de 1979 por parte del Ejército vietnamita, poniendo fin al régimen de Pol Pot. Así, tras una rápida campaña iniciada en diciembre de 1978 motivada por escaramuzas fronterizas, el país queda una vez más bajo control extranjero, en este caso en la órbita vietnamita, en la que ya había permanecido con anterioridad a la colonización francesa.
A pesar del tradicional recelo camboyano hacia sus vecinos vietnamitas, la insostenibilidad del régimen de los Jemeres Rojos facilitó en parte la aceptación del nuevo ocupante, como muestra el gran número de defecciones de antiguos miembros del régimen de Pol Pot, que ahora constituirían la base de poder de la apresuradamente proclamada República Popular de Kampuchea.
En este momento, la facción aún leal a Pol Pot, manteniendo las siglas de la Kampuchea Democrática y exacerbando su discurso nacionalista, se retiró al oeste del país, en las zonas fronterizas con Laos y Tailandia, desde donde llevaría a cabo una guerra de guerrillas contra el nuevo régimen.
Durante el agitado primer año del nuevo Gobierno, el temor a la potencia ocupante, unida a una mala cosecha de arroz provocada por una sequía, llevarían a decenas de miles de camboyanos a huir del país y establecerse en campamentos de refugiados en Tailandia. Dichos campos estarían dirigidos por, y encuadrados en las tres facciones opositoras al nuevo régimen: los Jemeres Rojos, las fuerzas monárquicas y las fuerzas republicanas anticomunistas funcionarán como base de retaguardia y reclutamiento para las operaciones de las milicias de estas tres facciones en el interior de Camboya.

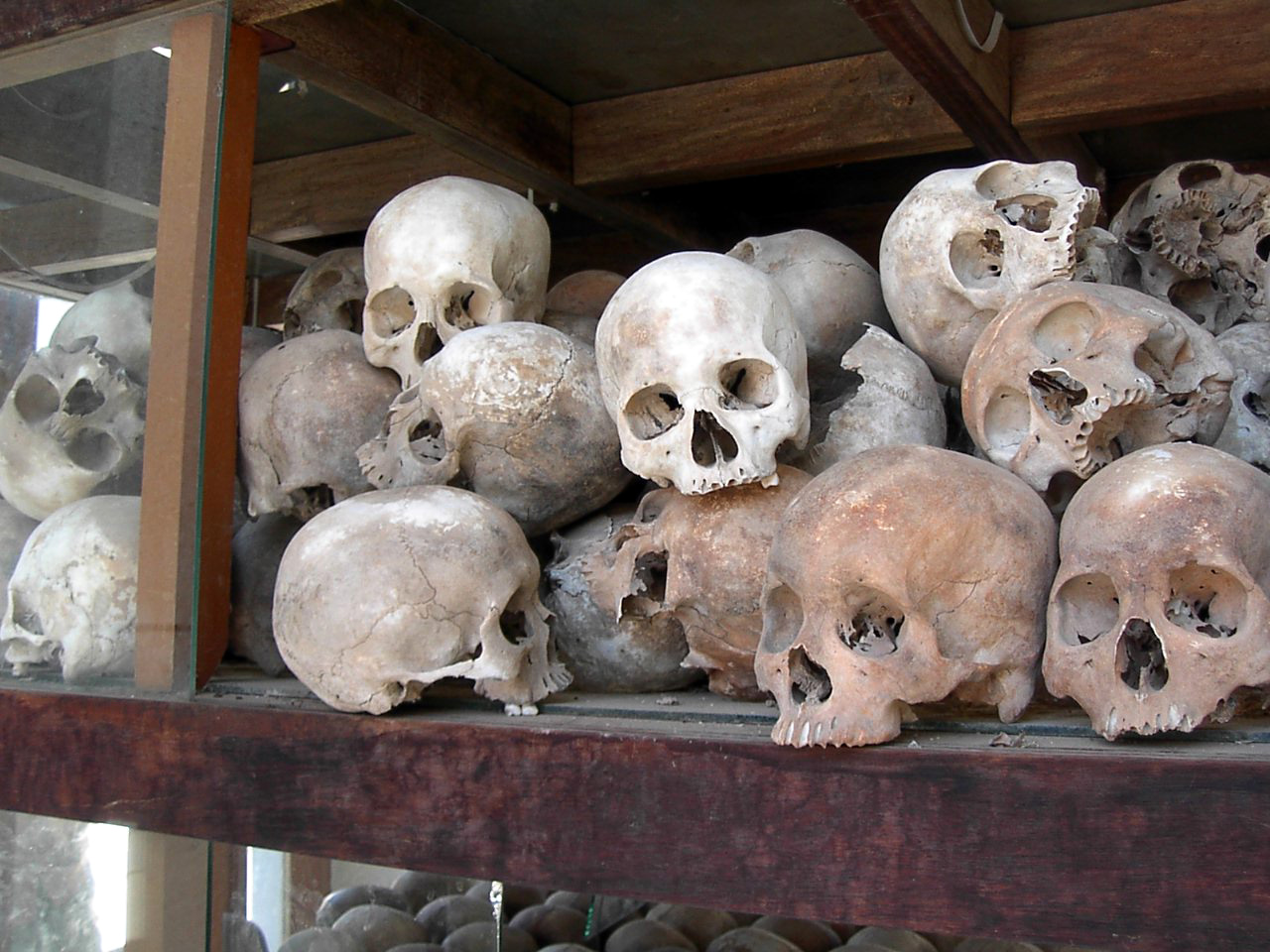
Cráneos de víctimas del régimen conservados en el principal lugar de las fosas comunes.

Sin embargo, la facción que más apoyos internacionales recabaría sería la de los Jemeres Rojos. Así, la llegada a suelo tailandés de varios miles de guerrilleros jemeres, seguidos de sus familias, fue bien acogida por el Gobierno, que alimentó, avitualló, y asentó a varios miles de combatientes que pronto empezarían a recibir también armamento chino a través del citado país. Tal y como ha señalado ACNUR, en los campamentos controlados por los Jemeres Rojos el control sobre la población refugiada era mucho mayor que en los campamentos dirigidos por las demás facciones. Los civiles de dichos campamentos tenían el estatus de refugiados políticos, siendo mantenidos así (aparte de un mínimo comercio y actividades económicas con el exterior) por las agencias de la ONU, con lo que se dejaba las manos libres a la milicia de los Jemeres Rojos para reorganizarse y reconstituirse en una efectiva fuerza de combate hacia 1982.
A nivel internacional, la creciente dependencia de Vietnam y la República Popular de Kampuchea con respecto a la Unión Soviética tuvieron como efecto la inmediata hostilidad de la República Popular China y de sus aliados antisoviéticos como Tailandia, Singapur y Estados Unidos. La hostilidad de estos poderes al Gobierno de Phnom Penh conllevó el mantenimiento del asiento en la Asamblea General de la ONU por parte de la desaparecida Kampuchea Democrática. En cuanto al apoyo militar, aunque dichas potencias mantuvieran cierto apoyo a monárquicos y republicanos, eran los Jemeres Rojos quienes eran percibidos como la facción opositora más efectiva en el campo militar, y la que por tanto recibiría mayor cantidad de material.
Para hacer más presentable su imagen ante la comunidad internacional de la que ahora dependían, en septiembre de 1981 los dirigentes de la Kampuchea Democrática disolvieron formalmente el Partido Comunista de Kampuchea y renegaron del comunismo para declarar su apoyo hacia la economía de mercado y el respeto a la tradición religiosa, sin por ello reestructurar su liderazgo, es decir manteniendo a Pol Pot, Ieng Sary y Khieu Samphan en el poder. Dicho lavado de imagen permitió, sin embargo, un acercamiento a las otras facciones antivietnamitas y anticomunistas de los rebeldes, hasta unificarse en 1982 en el llamado «Gobierno de Coalición de la Kampuchea Democrática».
Dicho Gobierno estaría de facto en manos de los Jemeres Rojos, pues mantuvieron en el mismo la cartera de Exteriores, el asiento en la ONU y el control de más de la mitad de los 40 000 milicianos de la coalición.
Para llamar la atención internacional, la coalición llevó a cabo en 1982 una ofensiva sobre el oeste de Camboya, tomando una serie de posiciones de las que serían expulsados por el Ejército camboyano en una serie de contraofensivas lanzadas entre 1983 y 1985, tras lo cual la frontera fue fuertemente minada.
A lo largo del resto de la década de 1980, la situación quedó enquistada en una forma de conflicto de baja intensidad característico de otros escenarios de la Guerra Fría. El mantenimiento de dicho conflicto fue minando los recursos y legitimidad tanto de la República Popular de Kampuchea como de sus aliados vietnamitas, en lo que algunos autores han llamado «el Vietnam de Vietnam».
La salida del conflicto empezó a perfilarse tras la caída del Muro de Berlín en 1989 y la llegada al poder de Bill Clinton en Estados Unidos. Este cambio de contexto llevó a un relajamiento en las relaciones entre los actores internacionales. La Unión Soviética, en pleno proceso de desmembramiento, había perdido capacidad de intervención. Hun Sen asumió el cargo de primer ministro de Camboya en 1985, pero a pesar de esto la comunidad internacional siguió reconociendo como Gobierno legítimo del país a los Jemeres Rojos hasta 1991. En septiembre de 1989 las tropas vietnamitas abandonaban Camboya. Al año siguiente Estados Unidos dejó de reconocer la legitimidad de la coalición opositora y la República Popular China disminuyó de forma parecida su apoyo.
En 1991, los Acuerdos de París llevaron a un consejo de coalición entre las cuatro facciones (las tres opositoras y el rebautizado Estado de Camboya presidido por el príncipe Norodom Sihanouk) y se establecía una presencia de la ONU, la UNTAC (un Gobierno de transición) hasta la celebración de elecciones en 1993. Con este proceso se ponía fin al conflicto camboyano en su fase de conflicto de baja intensidad.

### Pervivencia de los Jemeres Rojos (1989-1999)
El fin de la Guerra Fría y el proceso de paz en curso dejó a los Jemeres Rojos sin las fuentes de apoyo externo de las que venían dependiendo desde su derrocamiento del poder en 1979. Enquistada en la violencia, dicha facción evolucionaría de forma parecida a otros grupos insurgentes de los años 1990, desde una típica guerrilla de la Guerra Fría, que recibe su financiación de un poder externo, a una guerrilla depredadora, obligada a subsistir de los recursos fácilmente explotables y comercializables. En este caso explotables eran la madera y en menor medida, las piedras preciosas. Según fuentes militares tailandesas, los Jemeres Rojos obtendrían de este comercio alrededor de un millón de dólares mensuales, aunque según Michael Renner y otros autores la cifra oscilaría entre 10 y 20 millones mensuales. La explotación de la madera se llevaba a cabo por parte de empresas tailandesas vinculadas a altos mandos del Ejército tailandés (que había decretado una moratoria en la tala en su territorio, debido a la deforestación que también asolaba a Camboya) que compraban a los Jemeres Rojos licencias de explotación.
El evidente riesgo que este comercio entrañaba para la pacificación de la zona llevó a la ONU a decretar en septiembre de 1992 una prohibición de las importaciones de madera camboyana. Tailandia se resistió a cumplir dicha prohibición hasta que la ONU amenazó con un embargo petrolífero. A partir de 1994, una vez que expiró la prohibición internacional, el nuevo Gobierno camboyano aplicó un embargo nacional sobre la exportación de madera. A partir de entonces, el tráfico de madera ilegal, continuó pero por cauces más difíciles. En este caso, las conexiones entre altos mandos de los ejércitos camboyano y tailandés permitieron la continuación de este tráfico para su beneficio personal, pero la fuente de financiación de la guerrilla jemer se iría restringiendo progresivamente.
En el plano político, a pesar de unirse a los Acuerdos de París, los Jemeres Rojos, argumentando que Vietnam mantenía secretamente el control del país, asesinaría más de un centenar de civiles durante el mandato de la UNTAC. Mientras el país se convertía en una monarquía constitucional bajo el mandato de Hun Sen y el príncipe Norodom Ranariddh, los Jemeres Rojos boicoteaban las elecciones y, tras el fracaso de los intentos por integrarlo en el juego político, el movimiento fue ilegalizado en 1994.
La ilegalización produjo una oleada de deserciones y los Jemeres Rojos se vieron reducidos a un núcleo duro de dirigentes al mando de unos 5000 combatientes que controlaban alrededor de una quinta parte del territorio de Camboya. La espiral de represión, violencia y defecciones que alcanzó un punto culminante en 1996, cuando Ieng Sary, mano derecha de Pol Pot, se entregó al Gobierno camboyano junto a miles de seguidores. A partir de este momento, los Jemeres Rojos se desintegran en luchas internas y Pol Pot fue desplazado por Ta Mok. Posteriormente, tras un intento de retomar el control, en el que asesinó a otro dirigente y a su familia, Pol Pot terminó condenado a un arresto domiciliario definitivo hasta su muerte en 1997. Este hecho marca el fin de los Jemeres Rojos. Sin apoyo exterior desde hacía años, con las fuentes de financiación cada vez más restringidas y con la desaparición de su líder histórico (un proceso paralelo al de la UNITA en Angola tras la muerte de Jonás Savimbi) la guerrilla desaparece. En 1998, los combatientes residuales se desmovilizaron y los campamentos de refugiados que controlaban serían desmantelados, con la repatriación de 46 000 refugiados en la operación Repat 2 de ACNUR.

## El proceso contra los Jemeres Rojos
La posibilidad de llevar a juicio a los responsables del genocidio camboyano se vio obstaculizada por varios factores:
1. La pervivencia de una u otra forma de los Jemeres Rojos hasta 1998.
2. La muerte natural de su principal e histórico dirigente, Pol Pot, en 1998, sin ser llevado jamás ante un tribunal legítimo. Incluso después de abierto el proceso, en 2006 moriría Ta Mok, el sucesor legítimo de Pol Pot.
3. La dificultad de llevar a cabo un juicio imparcial contra los líderes de la Kampuchea Democrática, dada la progresiva absorción de sus efectivos dentro de las estructuras del Estado y la rendición pactada de sus líderes.

De los cuadros de los Jemeres Rojos, únicamente dos fueron detenidos:
- Duch (Khaing Khek Iev): considerado responsable del centro de tortura de Tuol Sleng, por donde pasaron 20 000 víctimas del genocidio.
- Chhit Choeun: conocido como Ta Mok y último comandante de los Jemeres Rojos. Considerado responsable directo de la masacre de 30 000 personas en Angkor Chey, llevó a cabo lucrativas relaciones con hombres de negocios tailandeses hasta su arresto en 1999. Murió en julio de 2006, a las mismas puertas de la realización del Tribunal Internacional para el Juicio a los Jemeres Rojos.

De los cuadros supervivientes que negociaron su rendición, tanto la ONU como los organismos de Derechos humanos señalan como máximos responsables a:
- Ieng Sary: ministro de relaciones exteriores entre 1976 y 1978 y posteriormente comandante responsable de una región rica en madera y gemas. Amnistiado por el rey Norodom Sihanouk.
- Nuon Chea: conocido como Camarada n.º 2, considerado lugarteniente de Pol Pot.
- Khieu Samphan: jefe de Estado entre 1976 y 1979 y posteriormente jefe del gobierno rebelde, que en 1985 sucedió a su cuñado Pol Pot al frente del Jemer Rojo.

Tanto Hun Sen como el príncipe Ranaridh presionaron para que el tribunal fuese camboyano (aunque admitían la asistencia internacional) y censuraron públicamente al opositor Sam Rainsy por apoyar las tesis de la ONU de un tribunal internacional. La sospecha de la ONU y de los organismos de Derechos Humanos radicaba que la absorción por parte del sistema de los antiguos miembros de los Jemeres Rojos, si bien había facilitado la paz, imposibilitaba un juicio imparcial de los acusados de genocidio, en caso de que el tribunal tuviese un carácter nacional. Dicha sospecha se basaba en que no solo la mayoría de los miembros del Gobierno había cooperado con los Jemeres Rojos o formado parte de estos entre 1975 y 1979 (incluyendo a Hun Sen o al propio rey Sihanouk) sino que en septiembre de 1999, antiguos efectivos de la guerrilla ya desmovilizados amenazaban con una nueva guerra civil si se enjuiciaba a sus líderes. Por su parte, el abogado de Ta Mok amenazaba con la apertura de casos paralelos contra tres expresidentes estadounidenses por el apoyo prestado a los Jemeres Rojos.
El bloqueo de la situación se hace patente en febrero de 2002, cuando la ONU anuncia su retirada de las negociaciones argumentando que no confía en la neutralidad, objetividad e independencia de un tribunal camboyano. El tribunal, que fue finalmente designado el 4 de mayo de 2006, y que empezaría a operar a principios de 2007, tendría una composición mixta de miembros tanto camboyanos como extranjeros.
Finalmente, el 17 de febrero de 2009 comienzan los juicios. El primero en enfrentar los cargos de genocidios es Kaing Guek Eav, también conocido como "Duch", quien admitió en agosto del mismo año ante el tribunal haber torturado prisioneros con sus propias manos.
El 16 de noviembre de 2018 el Tribunal de Camboya condenó a cadena perpetua por un delito de genocidio a los dos últimos líderes vivos de los jemeres rojos: el “número dos” e ideólogo de la organización comunista, Nuon Chea, de 92 años, y el antiguo jefe de Estado de ese régimen, Khieu Samphan, de 87.